# Daniel Ledent (basket-ball)
Pour les articles homonymes, voir Daniel Ledent et Ledent.
Daniel Ledent, né le 18 mars 1945 à Courcelles-lès-Lens (Pas-de-Calais), est un ancien joueur français de basket-ball.

## Club
- 1961-1963:  Etoile Oignies (Junior)
- 1964-1972 :  Denain (Nationale 1)
- 1972-1978 :  Antibes (Nationale 1)

## Palmarès
- Champion de France 1965
- Finaliste de la coupe de France Junior 1962 (Défaite contre Nantes)
- Médaille d'argent à l'Euro juniors 1964
- 11e meilleure performance sur un match du Championnat de France  : 57 points [1].
- Meilleur marqueur français de la saison 1969-1970, soit un total de 602 points [1].

### Sélection nationale
- 122 sélections en Équipe de France